# Mabel Van Buren
Mabel Van Buren (Chicago, 17 luglio 1878 – Hollywood, 4 novembre 1947) è stata un'attrice statunitense.
Interprete teatrale, iniziò a lavorare con Griffith nel 1910 per la Biograph, la casa di produzione cinematografica fondata nel New Jersey, con sede a New York.

## Biografia
Mabel Van Buren ebbe un grande successo quando, nel 1915, ebbe il ruolo di protagonista ne La fanciulla del West, dove fu diretta da Cecil B. DeMille, il regista che l'aveva portata a lavorare a Hollywood. Diventò la prima attrice della Famous Players-Lasky Corporation. Continuò a lavorare per il cinema fino al 1935, girando più di ottanta pellicole. Nel 1941, restò vedova di James Gordon, un noto attore shakespeariano che lavorava anche per il cinema. La loro figlia Katherine Van Buren diventò anche lei attrice. Muriel Van Buren continuò a vivere nella sua residenza di Los Angeles fino alla sua morte, nel 1947. Morì di polmonite all'età di 69 anni al St. Vincent's Hospital. Venne sepolta all'Holy Cross Cemetery di Culver City.

## Filmografia
La filmografia, basata su IMDb, è parziale. Quando manca il nome del regista, questo non viene riportato nei titoli
- Serious Sixteen, regia di David Wark Griffith (1910)
- The House with Closed Shutters, regia di D.W. Griffith (1910)
- The Usurer, regia di D.W. Griffith (1910)
- An Old Story with a New Ending, regia di D.W. Griffith e Frank Powell (1910)
- Wilful Peggy, regia di D.W. Griffith (1910)
- A Summer Tragedy, regia di D.W. Griffith e Frank Powell (1910)
- A Lively Affair (1912)
- The Bridge of Shadows, regia di Fred Huntley - cortometraggio (1913)
- The Probationer, regia di Fred Huntley - cortometraggio (1913)
- The Touch of a Child - cortometraggio (1913)
- Mounted Officer Flynn, regia di Fred Huntley - cortometraggio (1913)
- The Mysterious Way, regia di Fred Huntley - cortometraggio (1913)
- The Carbon Copy, regia di David Miles (1913)
- Blue Blood and Red, regia di Edward LeSaint - cortometraggio (1914)
- Message from Across the Sea - cortometraggio (1914)
- The Charmed Arrow, regia di Fred Huntley - cortometraggio (1914)
- Tony and Maloney - cortometraggio (1914)
- Through the Centuries, regia di Fred Huntley - cortometraggio (1914)
- Tested by Fire, regia di Fred Huntley - cortometraggio (1914)
- The Tragedy of Ambition, regia di Colin Campbell - cortometraggio (1914)
- Elizabeth's Prayer, regia di Fred Huntley - cortometraggio (1914)
- While Wifey Is Away, regia di Fred Huntley - cortometraggio (1914)
- The Midnight Call, regia di Fred Huntley - cortometraggio (1914)
- When Thieves Fall Out, regia di Fred Huntley - cortometraggio (1914)
- When a Woman Guides, regia di Anthony O'Sullivan (1914)
- Brewster's Millions, regia di Oscar Apfel e Cecil B. DeMille (1914)
- La medaglia disonorata (The Dishonored Medal), regia di Christy Cabanne - mediometraggio (1914)
- The Master Mind, regia di Oscar Apfel e Cecil B. DeMille (1914)
- The Man on the Box, regia di Oscar Apfel e Cecil B. DeMille (1914)
- The Squatters, regia di Fred Huntley - cortometraggio (1914)
- The Man from Home, regia di Cecil B. DeMille (1914)
- The Circus Man, regia di Oscar Apfel (1914)
- The Ghost Breaker
- La fanciulla del West (The Girl of the Golden West), regia di Cecil B. DeMille (1915)
- The Warrens of Virginia, regia di Cecil B. DeMille (1915)
- Bill Haywood, Producer, regia di Tom Mix - cortometraggio (1915)
- The Woman, regia di George Melford (1915)
- Should a Wife Forgive?, regia di Henry King (1915)
- The Sowers, regia di William C. de Mille e Frank Reicher (1916)
- Ramona, regia di Donald Crisp (1916)
- The House with the Golden Windows, regia di George Melford (1916)
- Gentlemen (Victoria Cross), regia di Edward LeSaint (1916)
- Lost and Won, regia di Frank Reicher, Cecil B. DeMille (1917)
- Those Without Sin, regia di Marshall Neilan (1917)
- A School for Husbands, regia di George Melford (1917)
- The Silent Partner, regia di Marshall Neilan (1917)
- Unconquered, regia di Frank Reicher (1917)
- Il Giaguaro (The Jaguar's Claws), regia di Marshall Neilan (1917)
- The Squaw Man's Son, regia di Edward J. Le Saint (1917)
- Hashimura Togo, regia di William C. de Mille (1917)
- The Love of Madge O'Mara, regia di Colin Campbell - cortometraggio (1917)
- The Countess Charming
- The Devil-Stone, regia di Cecil B. DeMille  (1917)
- The Winding Trail, regia di John H. Collins (1918)
- Breakers Ahead, regia di Charles Brabin (1918)
- Riders of the Night
- Hearts of Men, regia di George Beban (1919)
- Young Mrs. Winthrop, regia di Walter Edwards (1920)
- The Sins of Rosanne
- Conrad in Quest of His Youth, regia di William C. de Mille (1920)
- A Wise Fool, regia di George Melford (1921)
- L'età di amare (Beyond the Rocks), regia di Sam Wood (1922)
- La donna che vinse il destino (The Woman Who Walked Alone), regia di George Melford (1922)
- The Light That Failed, regia di George Melford (1923)
- The Dawn of a Tomorrow, regia di George Melford (1924)
- The Top of the World, regia di George Melford (1925)
- La sua segretaria (His Secretary), regia di Hobart Henley (1925)
- La fortuna dei mariti (Craig's Wife), regia di William C. de Mille (1928)
- Mississippi, regia di A. Edward Sutherland e, non accreditato, Wesley Ruggles (1935)